# Хебертсхаузен
Хебертсхаузен (нем. Hebertshausen) — община в Германии, в земле Бавария.
Подчиняется административному округу Верхняя Бавария. Входит в состав района Дахау.  Население составляет 5321 человек (на 31 декабря 2010 года). Занимает площадь 29,60 км².
Коммуна подразделяется на 15 сельских округов.

### Полигон Хебертсхаузен
см. Полигон Хебертсхаузен. С  сентября 1941 года, вследствие исполнения приказа комиссара концентрационного лагеря Дахау, на окраине Хебертсхаузена были расстреляны не менее 4 тысяч советских военнопленных. Большинство из них были офицерами, членами коммунистической партии и евреями.  Военнопленных в вагонах доставляли до железнодорожной станции и отправляли на полигон Хебертсхаузен, где солдаты войск СС отрабатывали на них практику стрельбы по мишеням. Расстрелянных увозили в Дахау и сжигали в крематории концентрационного лагеря.
В 2014 году на этом месте установлены мемориальные доски, с указанием некоторых известных нам имен погибших. Несколько раз в год, в том числе и 22 июня, здесь проходят мероприятия памяти. До сих пор устанавливаются личности погибших в Хебертсхаузене и разыскиваются их родственники.